# Antonieta Farani
Maria Concetta Farani, conhecida por Irmã Antonieta Farani (Curitiba, 29 de julho de 1906 — São Paulo, 7 de maio de 1963) foi uma religiosa católica passionista brasileira que após a morte recebeu o título de serva de Deus, no grau de venerável.

## Biografia
Primeira filha de pais italianos prósperos comerciantes de tecido radicados em Curitiba, Paraná,  Maria Concetta nasceu em 29 de julho de 1906, a primeira de 4 filhos. Seguiram-se a ela Rosa Beatriz e Giovanni. Quando sua mãe estava grávida do 4º filho, seu pai faleceu, vítima de pneumonia, em 16 de setembro de 1913.
Com a morte do pai, sua mãe, Rafaela, foi vítima de golpe por pessoas que a traíram, lhe solicitando assinatura em um documento, que considerava ter seu marido uma enorme dívida, o que fez a família perder toda a riqueza até então acumulada.
Então com 7 anos, Maria Concetta perdeu o pai e com ele todos os bens, a própria casa, o irmão Giovanni (que faleceu pouco tempo depois), as amizades e até a possibilidade de continuar a frequentar a escola.
Sabedora da traição de seu tio e da negativa de perdão por sua mãe, Maria recusou fazer a Primeira Comunhão enquanto guardasse rancor pelos seus padrinhos e tios. Só aos 15 anos sentiu-se capaz de receber a comunhão. Nesse dia, dirigiu-se à casa dos padrinhos e os perdoou.

“Mãe, hoje senti o céu. Nunca pude fazer alguém tão feliz”.— contou a Raffaella ao voltar para casa.
Com 14 anos, após muito estudo, conseguiu formar-se professora e iniciou a trabalhar, como arrimo de família, e foi a primeira professora de Várzea do Capivari conseguindo recuperar parte do patrimônio que seu pai acumulara. Com 20 anos, rejeitou uma proposta vantajosa de casamento, preferindo ingressar na Congregação das Irmãs Passionistas de São Paulo da Cruz, o que fez em 1927, mudando-se para São Paulo e assumindo o nome de Irmã Antonieta de São Miguel Arcanjo.

## Vida religiosa
Como irmã passionista, Irmã Antonieta Farani dedicou sua vida a cuidar dos necessitados, trabalhando com crianças, idosos e doentes em várias instituições, escolas e hospitais, trabalhando não só nos cuidados físicos, como nos espirituais.
Seu legado era de fé e de perdão. Em uma das cartas escritas para sua mãe (que voltara para a Itália com os outros filhos), disse: 
“Minha felicidade não mudou!… Vou de um lugar para outro, de um ofício para outro e minha alma não se move do seu centro. Deus está em nós e nós Nele”.
Em 1934, Irmã Antonieta foi nomeada superiora da Santa Casa de Bebedouro, tendo permanecido por apenas quatro meses, retornando a São Paulo por estar com a saúde debilitada.
Após atuar em escolas e asilos em Curitiba, São Paulo, Pederneiras, e de ter viajado à Itália, ela voltou a Bebedouro, em 1958, e voltou a gerir a Santa Casa. Em 1962, voltou a São Paulo, e em 1963 foi nomeada Superiora provincial. Naquele mesmo ano começou a sentir os sintomas do tumor cerebral que a acometeu, e naquele mesmo ano, em 7 de maio, faleceu.
Foi a primeira brasileira a assumir o cargo de superiora provincial em sua congregação no Brasil.

## Beatificação
O corpo de Irmã Antonieta, após sua morte, foi levado para o jazigo da Congregação no cemitério São Paulo. Em 4 de fevereiro de 1980 sua urna foi transladada para a capela do Colégio Santa Luzia, com uma placa de bronze com os dados essenciais da sua vida e a frase extraída do seu diário:
Perdida no oceano imenso de suas graças
Em 1982 abriu-se o processo de canonização. A análise da beatificação de Irmã Antonieta Farani foi concluída em 1992, com o Papa João Paulo II, que promulgou um decreto reconhecendo a heroicidade de suas virtudes.